# Катеринівська загальноосвітня школа (Черкаська область)
Катери́нівська загальноосві́тня шко́ла — навчальний заклад І—ІІ ст., розташований у с. Катеринівка Кам'янського району Черкаської області.
Школа має давню історію. Початок свій веде з другої половини XIX ст., коли при місцевій церкві була створена церковно-приходська школа. Навчання в школі тривало один рік. Після Жовтневої революції в селі почала діяти початкова школа, в якій навчання тривало чотири роки. На той час в школі навчалось 103 учня. В 1934 році школа була переведена на восьмирічне навчання. 
Першим директором Катеринівської школи був Моцаренко Петро Трохимович, який керував школою до 1951 р. Наступними директорами були Мельник Григорій Григорович (1951—1974), Прозор Валентина Андріївна (1974—1976). Брагар Марія Михайлівна (1974—1977), Притиск Олександр Петрович (1977—1979), Олефіренко Лідія Федорівна (1979—1981), Герасименко Віра Іванівна (1981—1983). 
В 1967 році до 50-річчя Жовтня було побудовано нове приміщення школи, в якому і зараз іде навчальний процес. У 1983 році, у зв'язку із складною демографічною ситуацією в селі, школа була переведена на початкову форму навчання.
І лише в 1999 році завдяки голові села Олефіренко Ліді Федорівні (за фахом вчитель) в Катеринівській школі продзвенів перший дзвінок, який покликав учнів за парти. На той час в школі навчалось 53 учні.
Директором школи став молодий і досить вимогливий Гриньков Олександр Георгійович. У 2004 році був призначений новий директор — Віщанська Тамара Миколаївна. В Катеринівській школі працюють досвідчені і творчі педагоги: Притула Катерина Василівна, Денисенко Олександр Васильович, Захаренко Любов Іванівна, Погорілий Олександр Михайлович, Грогуленко Валентина Андріївна, Копійка Олеся Петрівна, Мельник Микола Іванович.